# St Mary's Isle
St Mary's Isle (ook bekend als Conister Rocks of Tower of Refuge) is een eiland voor de kust van Douglas, de hoofdstad van het eiland Man. Op het eiland staat een oude toren en het eiland is per veerboot te bereiken. De rotsen van het eiland staan bij hoogtij grotendeels onder water. Slechts in de herfst en lente is het eilandje kortstondig te voet te bereiken wanneer het getijde op zijn laagst is.
St Mary's Isle staat ook bekend als Conister Rocks. Conister komt van het Manx-Gaelische Kione y skeyr wat hoofd van het rif betekent.

## Tower of Refuge

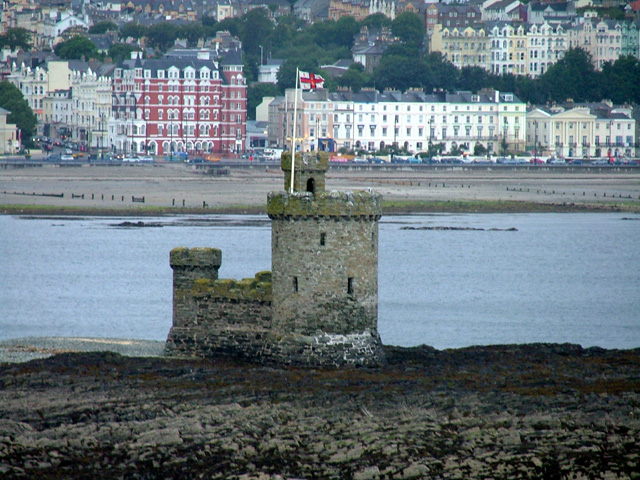
De Tower of Refuge.

De Tower of Refuge is de toren op het eilandje. Hij werd ontworpen door John Welch voor William Hillary, een Engels soldaat en oprichter van de Royal National Lifeboat Institution, in 1832. De bedoeling van de toren was het verschaffen van onderdak en proviand voor schipbreukelingen. Nadat de bouw van het kasteel afgerond was, diende het als opslag voor brood en water. Op de top wappert de vlag van de RNLI.